# Bhanga
Bhanga è un sottodistretto (upazila) del Bangladesh situato nel distretto di Faridpur, divisione di Dacca. Si estende su una superficie di 216,34 km² e conta una popolazione di 214.702 abitanti (dato censimento 1991).